# 小行星8360
小行星8360（英語：8360）是一颗围绕太阳公转的小行星。1990年3月26日，杉江淳在Dynic发现了此天体。
这颗小行星的绝对星等为75.65318795432212等。